# Passiflora leptomischa
Passiflora leptomischa är en passionsblomsväxtart som beskrevs av Hermann August Theodor Harms. Passiflora leptomischa ingår i släktet passionsblommor, och familjen passionsblomsväxter. Inga underarter finns listade i Catalogue of Life.